# La Vérité sur l'affaire Harry Quebert (série télévisée)
La Vérité sur l'affaire Harry Quebert (The Truth About the Harry Quebert Affair) est une minisérie américaine en dix épisodes réalisée par Jean-Jacques Annaud, adaptée du roman du même nom de Joël Dicker (2012) et diffusée le 20 novembre 2018 en Suisse sur RTS Un, le 21 novembre 2018 en France sur TF1 et à une date indéterminée aux États-Unis sur la chaîne Epix.
Le pilote est présenté pour la première fois lors du 1re Festival International des Séries de Cannes.

## Synopsis
En 1975, Nola Kellergan, âgée de quinze ans, disparaît mystérieusement de la petite ville de Sommerdale, dans le Maine. Une personne âgée qui a vu un homme poursuivre la jeune fille dans la forêt entourant la ville se fait tuer quelques minutes plus tard. L'affaire est cependant classée sans suite, faute d’indices et de pistes. En 2006, à New York, Marcus Goldman est un jeune écrivain, tout juste auréolé du succès de son premier roman. Mais son éditeur exige un nouveau livre immédiatement et le menace d’un procès s’il n’écrit rien rapidement. Peu inspiré, Marcus va se ressourcer dans le Maine chez Harry Quebert, son ancien professeur d’université, ami, et auteur d’un best-seller intitulé Les Origines du mal. Toujours victime du syndrome de la page blanche, le jeune écrivain doit cependant repartir pour New York sans avoir écrit une ligne. Deux mois plus tard, Harry Quebert l'appelle pour l'informer de la mort de Nola et un second coup de téléphone l'informe que Quebert vient d’être arrêté par la police. Un squelette a été retrouvé enterré sur sa propriété. Il s'agit de celui de Nola Kellergan. De plus, le corps de l'adolescente est retrouvé avec le manuscrit du best-seller de Harry Quebert.

## Distribution
- Patrick Dempsey (VF : Damien Boisseau) : Harry Quebert[4]
- Ben Schnetzer (VF : Marc Arnaud) : Marcus Goldman[4]
- Kristine Froseth (VF : Barbara Probst) : Nola Kellergan
- Damon Wayans Jr. (VF : Jean-Baptiste Anoumon) : Perry Gahalowood
- Virginia Madsen (VF : Frédérique Tirmont) : Tamara Quinn
- Colm Feore : (VF : Guy Chapelier) : Elijah Stern
- Joshua Close (VF : Julien Lucas) : Luther Caleb
- Matt Frewer (VF : Dominique Collignon-Maurin) : David Kellergan, père de Nola
- Connor Price (VF : Gauthier Battoue) : Travis Dawn, jeune
- Craig Eldridge (VF : Philippe Vincent) : Travis Dawn, âgé
- Tessa Mossey (VF : Caroline Mozzone) : Jenny Quinn, jeune
- Victoria Clark (VF : Carole Franck) : Jenny Quinn, adulte
- Kurt Fuller (VF : Gérard Sergue) : le chef de la police Gareth Pratt
- Don Harvey (VF : Bernard Bollet) : Robert "Bobbo" Quinn
- Felicia Shulman (VF : Françoise Vallon) : Maggie Pratt
- Wayne Knight (VF : Marc Saez) : Benjamin Roth
- Ron Perlman (VF : Jacques Frantz) : Roy, l'éditeur de Marcus Goldman

## Production

### Développement
La série est présentée en ouverture du 1er Festival Canneseries en avril 2018. Du moins, seulement 35 minutes piochées dans la série, à la manière d'une longue bande-annonce,.

### Tournage
Le tournage de la série a eu lieu depuis le 14 août 2017 à Forestville puis à Frelighsburg, Chambly, Hudson, Vaudreuil-Dorion et  Montréal, au Québec.

### Fiche technique
Sauf indication contraire, les informations mentionnées dans cette section peuvent être confirmées par la base de données cinématographiques IMDb,  présente dans la section « Liens externes ».
- Titre original : The Truth About the Harry Quebert Affair
- Titre français : La Vérité sur l'affaire Harry Quebert
- Création : Joël Dicker
- Réalisation : Jean-Jacques Annaud
- Scénario : Joël Dicker, Lynnie Greene et Richard Levine
- Décors : Guy Lalande
- Costumes : Odette Gadoury
- Photographie : Jean-Marie Dreujou
- Montage : Reynald Bertrand et Annie Ilkow
- Musique : Simon Franglen
- Production : Eugénie Grandval, Claire Lundberg, Gary Evans (associée), Shana Eddy-Grouf (superviseur), Gilles Perreault et Irene Litinsky

Production déléguée : Lyn Greene, Richard Levine, Tarak Ben Ammar, Fabio Conversi, Ken Raskoff et Hank Chilton
- Sociétés de production : MGM Television, Barbary Films et Muse Entertainment Enterprises
- Sociétés de distribution (télévision) : MGM Worldwide Television et Epix (États-Unis) ; Sky Witness (Royaume-Uni) ; TF1 (France)
- Pays d'origine :  États-Unis
- Langue originale : anglais
- Format : couleur
- Durée : 52 minutes

## Épisodes
1. Comment pousse votre jardin? (How Does Your Garden Grow?)
2. Le Match de boxe (The Boxing Match)
3. Le 4 juillet (The Fourth of July)
4. Affaires de famille (Family Matters)
5. Miroir, Miroir (Mirror, Mirror)
6. Pas d'ange (No Angel)
7. Persona Non Grata (Persona Non Grata)
8. J'ai tout faux (Got It All Wrong)
9. Pyromane (Firebug)
10. La fin (The End)